# Графічна хронологія Всесвіту
Ця графічна хронологія нашого Всесвіту відтворює найбільш достовірні оцінки найважливіших подій, починаючи з моменту виникнення Всесвіту, й закінчуючи передбачуваними майбутніми подіями.  Нуль на шкалі — це теперішнє. Один великий проміжок на шкалі — це один мільярд років.  Маленький проміжок — це сотня мільйонів років. Минуле позначене знаком мінус: наприклад, найбільш стародавня скельна порода на Землі сформувалася приблизно чотири мільярди років тому, і на шкалі це позначено як −4e+09  років, де 4e+09 означає число 4, помножене на 10 в 9-му степені. Подія під назвою «Великий вибух», найімовірніше, відбулася 13,8 мільярда років тому, див. вік Всесвіту.

## Див.  також
- Графічна хронологія від Великого вибуху до теплової смерті
- Графічна хронологія Великого вибуху
- Космічний календар (вік Всесвіту, масштабований до одного року)
- Формування та еволюція Сонячної системи
- Хронологія Всесвіту
- Хронологія життя
- Хронологія людини
- Хронологія природи